# Lærdal idrottsplass
Het Lærdal idrottsplass  is een ijsbaan in Lærdalsøyri in de provincie Oppland in het zuiden van Noorwegen. De openlucht-natuurijsbaan is geopend in 1956 en ligt op 283 meter boven zeeniveau.